# 1935 UZ
1935 UZ är en asteroid i huvudbältet som korsar Mars omloppsbana. Den upptäcktes 19 oktober 1935 av okänd astronom i Uccle. Då den tappades bort några dagar efter upptäckten, har den inte tilldelats ett löpnummer.